# Newland with Woodhouse Moor
 (mars 2023).
Newland with Woodhouse Moor est une paroisse civile du Yorkshire de l'Ouest, en Angleterre.